# Pterolophia formosana
Pterolophia formosana är en skalbaggsart som beskrevs av Schwarzer 1925. Pterolophia formosana ingår i släktet Pterolophia och familjen långhorningar.
Artens utbredningsområde är Taiwan. Inga underarter finns listade i Catalogue of Life.